# Saint-André-d'Argenteuil
Saint-André-d'Argenteuil, antiguamente Argenteuil, Saint-André y Saint-André-Carillon, es un municipio perteneciente a la provincia de Quebec en Canadá. Está ubicado en el municipio regional de condado (MRC) de Argenteuil en la región administrativa de Laurentides.

## Geografía
Saint-André-d'Argenteuil se encuentra en la margen norte del lago de las Dos Montañas, 50 kilómetros al oeste de Saint-Eustache. Limita al oeste con Brownsburg-Chatham, al norte con Lachute, al este con Mirabel, al sureste con Saint-Placide, al sur con el lago de las Dos Montañas. En orilla opuesta del lago están ubicádos Rigaud, Pointe-Fortune en Vaudreuil-Soulanges así como Hawkesbury Este en la provincia vecina de Ontario. Su superficie total es de 101,74 km², de los cuales 97,85 km² son tierra firme. Los ríos du Nord y Rouge bañan el territorio y desambocan en el río Outaouais arriba del lago de las Dos Montañas.

## Urbanismo
La mayora parte (72 %) del territorio es cubierto por la agricultura y bosque, incluyendo el arce azucarero. La población vive en gran parte en los pueblos de Saint-André-Est y de Carillon. La route des Seigneurs ( QC 327 ) es una carretera regional que une Saint-André-Est a Lachute, el chef-lieu de Argenteuil, ubicáda al norte. La route de Long-Sault ( QC 344 ), que bordea el lago de las Dos Montañas, es una carretera regional que une Carillon y Saint-André-Est a Grenville al oeste y Oka al este.

## Historia
En 1660, en la batalla de Long Sault, en el pueblo actual de Carillon, Dollard des Ormeaux y sus compañeros vencieron a los iroquois y salvaron Nueva Francia. En 1682, el señorío de Argenteuil fue concedido a Charles-Joseph d'Ailleboust Des Muceaux. Al inicio del siglo XVIII, Philippe Carion (Carrion), sieur Dufresnoy, implantó un emporío de trata en el actual Carillon. Hacia 1800, colonos escoceses se establecieron en la confluencia de los ríos du Nord, Rouge y Outaouais (actual Saint-André-Est). La economía local era basada sobre la explotación del bosque y en 1803, una fábrica de papel fue edificada. En 1819, la oficina de correos de St. Andrews East abrió. La iglesia de Christ Church fue construida en 1819 y la parroquia protestante de Saint Andrews fue creado en 1822. En 1845, el municipio de Argenteuil fue instituido pero abolido dos años más tarde. En 1855, el municipio de parroquia de Saint-André, del nombre de la parroquia protestante, fue creado. El uso dio preferencia a la forma Saint-André-d'Argenteuil. En 1887, el municipio de pueblo de Carillon fue creado a partir de una parte de territorio del municipio de parroquia de Saint-André. En 1958, el municipio e pueblo de Saint-André-Est fue instituido por separación del municipio de parroquia de Saint-André-d'Argenteuil. En 1999, el municipio de Saint-André-Carillon es creado por fusión de los municipios de la parroquia de Saint-André-d'Argenteuil, del pueblo de Saint-André-Est y del pueblo de Carillon. En 2000, el nuevo municipio cambió su nombre para el de Saint-André-d'Argenteuil.

## Política
Saint-André-d'Argenteuil está incluso en el MRC de Argenteuil. El consejo municipal está compuesto por seis consejeros representando seis distritos territoriales. El alcalde actual (2015) es André Jetté, el cual sucedió a Daniel Beaulieu en 2009.
|                                        | 2005-2009         | 2009-2013                                 | 2013-2017                             |
| Alcalde                                | Daniel Beaulieu   | André Jetté                               | André Jetté                           |
| 1 - Carillon                           | Roland Weightman  | Roland Weightman                          | Roland Weightman                      |
| 2 - Pointe-de-la-Rivière-du-Nord       | Laurent Weightman | Carol Prud'Homme                          | Carol Prud'Homme* Stephen Matthews**  |
| 3 - Saint-André-Est                    | Marcellin Campeau | Chantal Ranger* Marcel Yves Paré**        | Jacques Decoeur                       |
| 4 - Île-aux-Chats - Coteau-des-Hêtres  | Denis St-Jacques  | Denis St-Jacques                          | Denis St-Jacques                      |
| 5 - Rivière-Rouge                      | Luc Maisonneuve   | Audrey Prud'Homme* Marie-Josée Fournier** | Marie-Josée Fournier* Marc Bertrand** |
| 6 - Pointe-Robillard - Île-de-Carillon | Michel Larente    | Michel Larente                            | Michel Larente                        |

* Al inicio del termo pero no al fin.  ** Al fin del termo pero no al inicio.
El territorio del municipio está ubicado en la circunscripción electoral de Argenteuil a nivel provincial y de Argenteuil—La Petite-Nation a nivel federal (Argenteuil—Papineau—Mirabel antes de 2015).

## Demografía
Según el censo de Canadá de 2011, Saint-André-d'Argenteuil contaba con 3275 habitantes. La densidad de población estaba de 33,5 hab./km². Entre 2006 y 2011 hubo una adición de 178 habitantes (5,7 %). En 2011, el número total de inmuebles particulares era de 1551, de los cuales 1318 estaban ocupados por residentes habituales, otros siendo en mayor parte residencias secundarias.
Evolución de la población total, 1991-2015

## Economía
La agricultura y el turismo son las actividades económicas locales principales.

## Sociedad

### Personalidades
- John Joseph Caldwell Abbott (1821-1893), primer ministro de Canadá